# Sandro Sabatini
Sandro Sabatini (Roma, 20 luglio 1962) è un giornalista, conduttore televisivo e blogger italiano.

## Biografia
Cresciuto a Montecatini Terme, inizia la carriera da giornalista in radio e televisione locali alla fine degli anni settanta. È teleradiocronista per il Montecatini (calcio, serie C2) e per il Montecatini Sporting Club di basket, e dal 1984 collabora con l'agenzia giornalistica Tuttocalcio, diretta da Alfio Tofanelli.
Nel 1987 approda alla redazione milanese del quotidiano “Tuttosport”, per cui segue il Milan dei primi anni della presidenza di Silvio Berlusconi. 
Nel 1989 diventa giornalista professionista e su Rete 4 lavora nella prima trasmissione di calciomercato in fascia preserale (condotta da Sandro Piccinini). 
Nel 1992 il direttore Piero Dardanello lo promuove responsabile della redazione milanese di “Tuttosport”.
Nel 1994 lascia Tuttosport e diventa capo ufficio stampa dell'Inter, incarico che ricopre fino al 2001; in quel periodo l'attaccante brasiliano Ronaldo gli affida la nascita del suo sito Internet.
Nel gennaio 2001 interrompe il rapporto con l'Inter e comincia a lavorare alla televisione lombarda Antennatre, come conduttore e responsabile della redazione sportiva.
Nel 2004 approda a Sky dove, nel 2008, partecipa alla nascita di Sky Sport 24, il primo canale sportivo all-news. Ricopre l'incarico di vicecaporedattore e conduce le edizioni del telegiornale, soprattutto nella fascia serale; dal settembre 2013 al maggio 2014 è autore e conduttore della trasmissione domenicale "Stop&Gol" su Cielo, il canale in chiaro di Sky.
Da giugno 2014, per un anno, ha un suo blog personale.
Il 1º maggio 2015 abbandona dopo undici anni SKY Sport per diventare direttore della testata online calciomercato.com, che lascia dal 1º luglio 2015, quando approda a Mediaset Premium per il lancio del nuovo canale Premium Sport. Dopo la fine di Premium è spesso ospite in altri programmi Mediaset come Sport Mediaset, Tiki Taka, Pressing - Prima serata, Pressing, Champions League LIVE, Coppa Italia LIVE e Supercoppa Italiana LIVE. Dal 2018 al 2021 è consigliere nel Cnog, Consiglio nazionale dell'Ordine dei Giornalisti. È poi tra gli ospiti su YouTube nel programma Kick Off in occasione di Euro 2024.

## Opere
- Sandro Sabatini, Cuore Nerazzuro, Milano, Mondadori, 2011, ISBN 978-88-04-61059-5.
- Sandro Sabatini, Cuore Rossonero, Milano, Mondadori, 2011, ISBN 978-88-04-61058-8